# Jardinópolis (Santa Catarina)
Jardinópolis es un municipio brasileño del estado de Santa Catarina. Tiene una población estimada al 2022 de 1 776 habitantes. Pertenece al área de expansión de la Región metropolitana del Extremo Oeste.

## Historia
Los primeros pobladores de la localidad se instalaron en 1948, gauchos de ascendencia italiana. Conocido entonces como Vila Jardim y subordinado a União Do Oeste, cambió su nombre de Jardinópolis en 1992 en su emancipación.